# Afrignathia multicavea
Afrignathia multicavea är en kräftdjursart som beskrevs av Hadfield och Smit 2008. Afrignathia multicavea ingår i släktet Afrignathia och familjen Gnathiidae. Inga underarter finns listade i Catalogue of Life.